# 정순천 (축구인)
정순천(1940년 1월 15일 ~ )은 대한민국의 전 축구 선수이다.

## 클럽 경력
중앙정보부 소속 국가대표.
1993년 10월 뉴욕 축구인 한국 원정경기. 
선수: 
정순천, 임국찬, 김창일=(국가대표 3인) 공석준, 주 일, 김정달, 조성호, 김대창, 장성국, 이윤희, 서정휘, 김도빈, 등 뉴욕시 한인 축구단 25명. 
초청자. 동두천 시장 초청 대회. 
1994년 10월 뉴욕 축구인 원정경기.
선수: 정순천, 장기호, 임국찬 =(국가대표 3인) 공석준, 김정달, 박정호, 주 일, 김대창, 장성국, 공석준, 유흥재(전 국가대표 스케이트 선수) 등 17명
(초청자. 연세대학교 동문회 이낙원 회장. 연세대 감독 김호곤, 국가대표 감독 김 호)
2004년 미국 휠라델피아에서 별세.
작성자: 뉴욕축구협회 대표팀 단장, Sculptor 주 일.JU IL.

## 국가대표팀 경력
1960년 AFC 아시안컵과 1964년 AFC 아시안컵에서 대한민국 축구 국가대표팀의 일원으로 참석하였다.